# Meridiani Planum
Il Meridiani Planum è una pianura situata in prossimità dell'equatore di Marte, nella parte più a ovest del Meridiani Sinus. Ospita una rara formazione mineraria di ematite cristallina grigia. Sulla Terra l'ematite si forma in sorgenti termali o in pozze d'acqua stagnanti; quindi molti scienziati ritengono che l'ematite del Meridiani Planum possa essere indicativa della presenza di antiche sorgenti termali o della presenza di acqua liquida sul pianeta. 

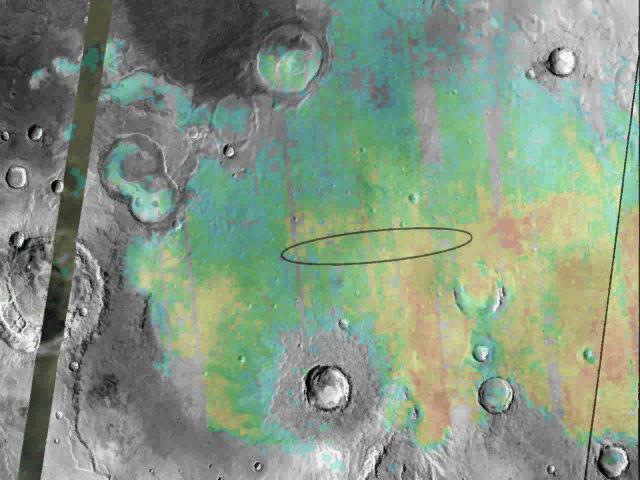
Ripresa della Mars Odyssey Orbiter che mostra la concentrazione di ematite nel Meridiani Planum (rosso e giallo corrispondono a maggiori concentrazioni).
L'ellisse rappresenta la zona di atterraggio di Opportunity

L'ematite fa parte di una formazione rocciosa sedimentaria composta da uno strato spesso all'incirca 200 metri. Altre caratteristiche del Meridiani Planum includono la presenza di basalto vulcanico e crateri da impatto.
Il Meridiani Planum è stato anche il sito di atterraggio, nel 2004, del secondo dei due Mars Exploration Rover, Opportunity. Era anche stato scelto per essere il sito di atterraggio del Mars Surveyor Lander 2001, cancellato in seguito al fallimento delle missioni Mars Climate Orbiter e Mars Polar Lander.
I primi dati inviati dal rover Opportunity indicano che la sua superficie è stata per molto tempo satura d'acqua, probabilmente altamente salina e acida.

Le caratteristiche che lo suggeriscono comprendono sedimenti stratificati, la presenza di molti piccoli ciottoli sferici che sembrano concrezioni, cavità cristalline nelle rocce, e grandi formazioni di solfato di magnesio e di altri minerali ricchi di solfato come la jarosite.